# Robbie Williams (snooker)
Pour les articles homonymes, voir Robbie Williams et Williams.
Robbie Williams, né le 28 décembre 1986 à Wallasey en Angleterre, est un joueur de snooker anglais.
Williams devient professionnel en 2012. Il n'a aucun lien de parenté avec le chanteur britannique Robbie Williams. 

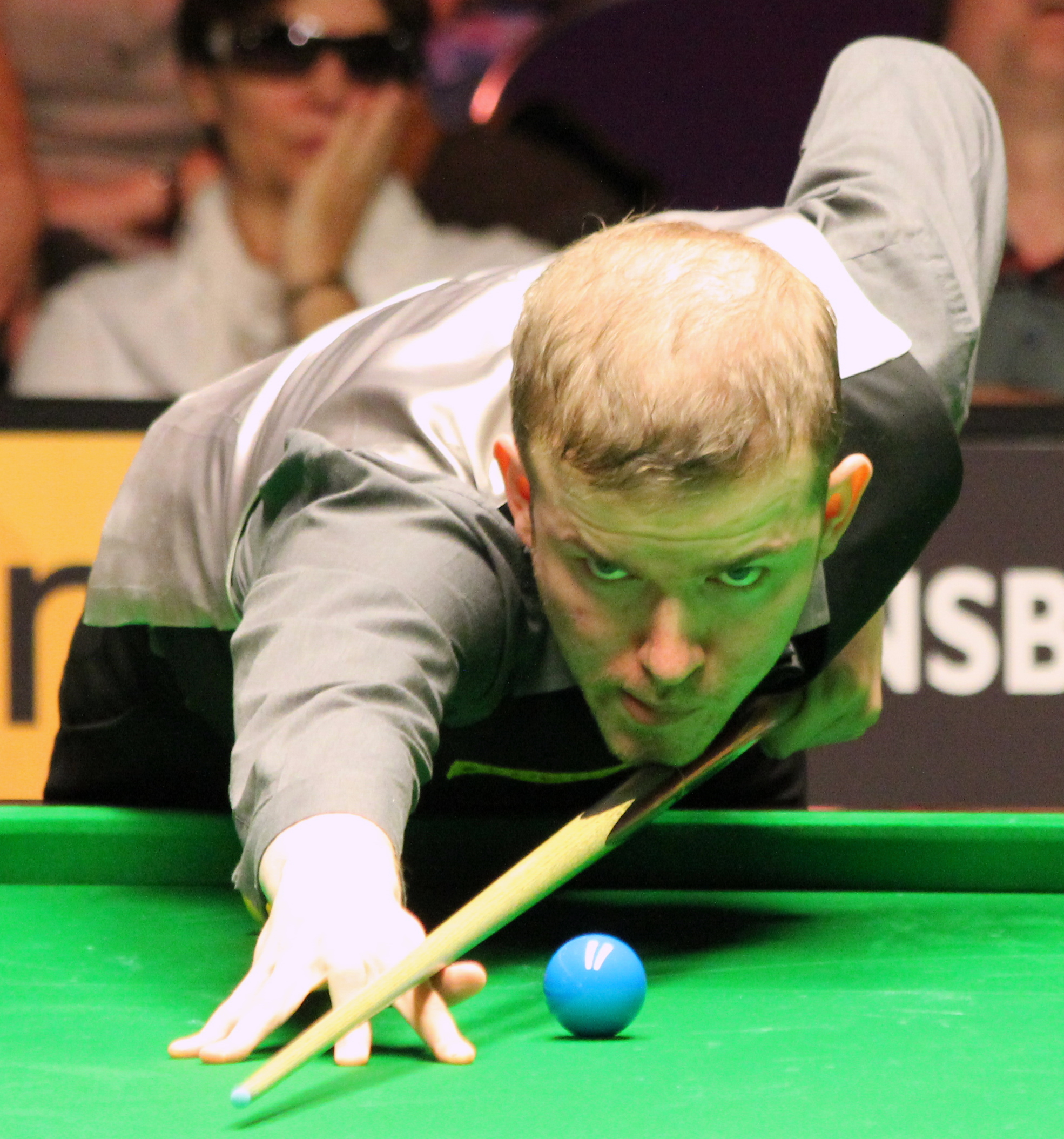
Robbie Williams en 2012.

## Carrière
Vainqueur en 2010 de l'Open anglais Paul Hunter ouvert aux joueurs amateurs et professionnels, il fait partie de la sélection anglaise qui remporte le championnat d'Europe par équipes en mars 2012.
Robbie Williams obtient le droit de passer professionnel en remportant son quart de finale sur le score de 4 à 3 lors de l'épreuve qualificative de la Q School de mai 2012,. 
Sa deuxième saison sur le circuit professionnel commence idéalement : il obtient une place pour les demi-finales de l'Open d'Inde 2013, profitant de l'opposition face à des joueurs moins solides jusqu'en quart de finale. À ce stade de la compétition, il bat Anthony McGill, alors 48e au classement mondial (4-0). Il s'incline lors du tour suivant face à Ding Junhui sur le score de 4 à 1. En avril 2014, il se qualifie pour la première fois au championnat du monde de snooker, mais est balayé par Neil Robertson à son premier match (10-2),,. L'Anglais réussit également à se qualifier pour les deux éditions suivantes, mais ne franchit pas le premier tour, malgré des rencontres plus disputées. 
Williams réussit bien le championnat du Royaume-Uni 2016 puisqu'il y passe deux tours en battant au deuxième Joe Perry, alors 10e joueur mondial. Lors de la saison 2016-2017, l'Anglais atteint les huitièmes de finale lors de deux tournois : le Classique Paul Hunter, où il bat Joe Perry et Andrew Higginson, et l'Open du pays de Galles, où il prend le meilleur sur Michael White.
Il commence la saison 2017-2018 lors du Masters de Riga. Il réussit bien le tournoi en s'inclinant seulement en huitièmes de finale contre le Gallois Mark Williams. Il parvient ensuite à tirer son épingle du jeu en réalisant une belle performance au championnat international. Il y atteint les quarts en profitant tout d'abord au premier tour de la suspension de Stuart Bingham. Il bat ensuite Joe Perry (6-3) avant de battre nettement Neil Robertson (6-2). Il s'incline contre Mark Selby, alors numéro 1 mondial et futur vainqueur du tournoi, sur le score de 6 à 2. 
La saison suivante est marquée par deux huitièmes de finale à l'Open d'Irlande du Nord, où il est battu par Thepchaiya Un-Nooh, et à l'Open d'Écosse, où il est battu par Stuart Bingham.
Robbie Williams atteint de nouveau les huitièmes de finale dans un tournoi classant lors de l'Open d'Irlande du Nord 2019, battant au passage le 30e joueur mondial Anthony McGill, avant d'être battu à son tour par Joe Perry sur le score de 4-1. Sa saison 2019-2020 est également marquée par un autre huitième de finale, cette fois-ci au cours du Masters d'Allemagne en 2020. Issu des qualifications où il élimine notamment l'Anglais Mark Davis, Williams signe une remarquable victoire face au quadruple champion du monde John Higgins au premier tour.
À l'Open d'Angleterre 2020, il réalise son troisième quart de finale en carrière en battant Mark Allen (no 5 mondial), Kurt Maflin (no 28 mondial) et Anthony McGill (no 21 mondial). Il s'incline devant Neil Robertson 5 manches à 2. L'année suivante, il est demi-finaliste au Snooker Shoot-Out. 
Robbie Williams réalise sa troisième demi-finale en tournoi de classement, à l'occasion de l'Open de Grande-Bretagne. Après s'être sorti d'un tableau relativement profitable, il est éliminé de façon douloureuse par Ryan Day (6-5), alors qu'il menait pourtant 4-2.

## Palmarès
| Légende | Catégorie                | Titres | Finales |
|         | Tournois classés         | 0      | 0       |
|         | Tournois classés mineurs | 0      | 0       |
|         | Tournois non classés     | 0      | 0       |
|         | Tournois pro-am          | 1      | 0       |

### Titre
| Saison    | Nom du tournoi                | Lieu  | Finaliste       | Score | Tableau |
| 2010-2011 | Open d'Angleterre Paul Hunter | Leeds | Stephen Craigie | 6–4   |         |